# Hockey sobre hierba en los Juegos Olímpicos de París 2024
El hockey sobre hierba en los Juegos Olímpicos de París 2024 se realizó en el Estadio Olímpico Yves-du-Manoir de Colombes del 27 de julio al 9 de agosto de 2024.
Fueron disputados en este deporte dos torneos diferentes, el masculino y el femenino.

## Clasificación

### Torneo masculino
| Competición                        | Fecha                                   | Sede                          | Plazas | Equipos clasificados               |
| ---------------------------------- | --------------------------------------- | ----------------------------- | ------ | ---------------------------------- |
| País anfitrión                     | –                                       | –                             | 1      | Francia                            |
| Copa de Oceanía                    | 10 – 13 de abril de 2023                | Whangarei ( Nueva Zelanda)    | 1      | Australia                          |
| Campeonato Europeo                 | 19 – 27 de agosto de 2023               | Mönchengladbach · ( Alemania) | 1      | Países Bajos                       |
| Juegos Asiáticos                   | 24 de septiembre – 6 de octubre de 2023 | Hangzhou ( China)             | 1      | India                              |
| Juegos Panamericanos               | 25 de octubre – 3 de noviembre de 2023  | Santiago · ( Chile)           | 1      | Argentina                          |
| Torneo de clasificación de África  | 29 de octubre – 5 de noviembre de 2023  | Pretoria ( Sudáfrica)         | 1      | Sudáfrica                          |
| Torneo de clasificación olímpica 1 | 13 – 21 de enero de 2024                | Mascate ( Omán)               | 3      | Alemania Nueva Zelanda Reino Unido |
| Torneo de clasificación olímpica 2 | 13 – 21 de enero de 2024                | Valencia · ( España)          | 3      | Bélgica España Irlanda             |
| TOTAL                              |                                         |                               | 12     | 12                                 |

1. ↑  Selecciones participantes:  Alemania,  Canadá,  Chile,  China,  Malasia,  Nueva Zelanda,  Pakistán y  Reino Unido.
2. ↑  Selecciones participantes:  Austria,  Bélgica,  Corea del Sur,  Egipto,  España,  Irlanda,  Japón y  Ucrania.

### Torneo femenino
| Competición                        | Fecha                                   | Sede                          | Plazas | Equipos clasificados          |
| ---------------------------------- | --------------------------------------- | ----------------------------- | ------ | ----------------------------- |
| País anfitrión                     | –                                       | –                             | 1      | Francia                       |
| Copa de Oceanía                    | 10 – 13 de abril de 2023                | Whangarei ( Nueva Zelanda)    | 1      | Australia                     |
| Campeonato Europeo                 | 18 – 26 de agosto de 2023               | Mönchengladbach · ( Alemania) | 1      | Países Bajos                  |
| Juegos Asiáticos                   | 24 de septiembre – 7 de octubre de 2023 | Hangzhou ( China)             | 1      | China                         |
| Juegos Panamericanos               | 26 de octubre – 4 de noviembre de 2023  | Santiago · ( Chile)           | 1      | Argentina                     |
| Torneo de clasificación de África  | 29 de octubre – 5 de noviembre de 2023  | Pretoria ( Sudáfrica)         | 1      | Sudáfrica                     |
| Torneo de clasificación olímpica 1 | 13 – 20 de enero de 2024                | Ranchi ( India)               | 3      | Alemania Estados Unidos Japón |
| Torneo de clasificación olímpica 2 | 13 – 20 de enero de 2024                | Valencia · ( España)          | 3      | Bélgica España Reino Unido    |
| TOTAL                              |                                         |                               | 12     | 12                            |

1. ↑  Selecciones participantes:  Alemania,  Chile,  Estados Unidos,  India,  Italia,  Japón,  Nueva Zelanda y  República Checa.
2. ↑  Selecciones participantes:  Bélgica,  Canadá,  Corea del Sur,  España,  Irlanda,  Malasia,  Reino Unido y  Ucrania.

## Medallistas
| Evento                  | Oro          | Plata                   | Bronce    |
| ----------------------- | ------------ | ----------------------- | --------- |
| Masculino (8 de agosto) | Países Bajos | Alemania                | India     |
| Femenino (9 de agosto)  | Países Bajos | República Popular China | Argentina |

## Medallero
| Núm. | País                    | Oro | Plata | Bronce | Total |
| ---- | ----------------------- | --- | ----- | ------ | ----- |
| 1    | Países Bajos            | 2   | 0     | 0      | 2     |
| 2    | Alemania                | 0   | 1     | 0      | 1     |
| 2    | República Popular China | 0   | 1     | 0      | 1     |
| 4    | Argentina               | 0   | 0     | 1      | 1     |
| 4    | India                   | 0   | 0     | 1      | 1     |
|      | TOTAL                   | 2   | 2     | 2      | 6     |